# 九龍巴士40E線
九龍巴士40E線是繁忙時間特別路線，在星期一至五上午繁忙時間由泥涌單向開往葵涌道（葵芳邨），以及於星期一至五下午繁忙時間由葵芳（南）單向開往泥涌，途經落禾沙、烏溪沙站、利安邨、錦英苑、城門隧道、梨木樹邨及葵興。

## 歷史
- 2021年11月29日，本線投入服務[2]。
- 2022年11月7日，本線來回程增至兩班[3]。

## 服務時間及班次
- 星期一至五
  - 泥涌開：07:20、07:40
  - 葵芳（南）開：18:10、18:30

星期六、日及公眾假期不設服務

## 收費
全程：$14.3
- 可風中學後往葵芳邨：$6.7
- 耀安邨耀遜樓往泥涌：$5.1

| - 本線設有12歲以下小童及65歲或以上長者半價優惠。 - 65歲或以上香港居民使用「樂悠咭」，以及12歲以下合資格殘疾兒童使用「殘疾人士身份」個人八達通繳付車資，均可享有每程$2.0或半價（以較低者為準）的票價優惠；12至64歲合資格殘疾人士使用「殘疾人士身份」個人八達通（包括「樂悠咭」），以及60至64歲香港居民使用「樂悠咭」繳付車資，均可享有每程$2.0或全費（以較低者為準）的票價優惠。 - 65歲或以上長者如使用長者或一般個人八達通繳付車資，則只可享有半價優惠；12至64歲合資格殘疾人士如不使用「殘疾人士身份」個人八達通，以及60至64歲人士如不使用「樂悠咭」繳付車資，必須繳付全費。 - 乘客可以現金或八達通於上車時付款，不設找續。 - 每位成人乘客可免費攜帶最多兩名4歲以下而不佔座位的兒童乘客乘車，超額之4歲以下小童必須繳付小童車費乘車。 - 持有「九巴月票」之乘客在車票有效期內，每日可享最多10程任何九龍巴士及龍運巴士路線（包括本路線，以及聯營路線的九龍巴士／龍運巴士提供的班次；惟乘搭機場「A」及「NA」線則可享原價二七折優惠（不會計算每天10次合資格車程））；而B1線則每日可享最多各2程（不會計算每天10次合資格車程）。 - 九龍巴士、城巴、龍運巴士及陽光巴士全職員工及家屬（不包括外判職員）可免費乘搭本路線，惟必須拍職員或職員家屬八達通。 - 乘客亦可透過多元化電子支付系統（e度嘟）繳付車資，包括使用非接觸式VISA卡、JCB卡、萬事達卡、銀聯卡、美國運通、大來國際、Discover Card、Apple Pay、Google Pay、Samsung Pay、AlipayHK「易乘碼」、支付寶、WeChatHK／微信支付「搭車碼」、銀聯雲閃付「乘車碼」及BOC Pay「乘車碼」。乘客使用此付款方式，使用此支付方式的乘客可享有中途下車之分段收費，以及與其他九巴／龍運獨營路線或聯營線九巴／龍運班次之轉乘優惠，惟不適用於與非九巴／龍運路線之轉乘優惠，亦不能享有「公共交通費用補貼計劃」及「長者及合資格殘疾人士公共交通票價優惠計劃」。 - 乘客若在城門隧道轉車站轉乘本線往泥涌，須補付車費$5.2；而往葵芳則可獲免費轉乘。 |

### 八達通轉乘優惠
乘客登上本線後150分鐘內以同一張八達通卡轉乘以下路線，或從以下路線登車後150分鐘內以同一張八達通卡轉乘本線，次程可獲$4.2車資折扣優惠：
40E←→荃灣／葵青路線
- 40E往葵芳 → 31M往石籬、39M往荃威花園、42M往長宏、234A/B往浪翠園、235M往安蔭、238M往海濱花園或243M往美景花園
- 31M往葵芳站、39M往荃灣站、42M往愉景新城、234A/B往荃灣西站、235M往葵芳站、238M往荃灣站或243M往愉景新城 → 40E往泥涌

註：
1. 乘搭31M或235M往葵芳站方向，或乘搭本路線往葵芳方向，到達昌榮路同珍醬油罐頭食品下車需過對面至新豐中心轉車。
2. 乘搭本線往葵芳方向，需於城門隧道轉車站轉乘往荃灣方向的43X、48X、49X、73X、278A/278P/278X，才能轉乘39M、42M、238M、243M往荃灣或青衣。

## 行車路線
泥涌開經：西沙路、馬鞍山繞道、西沙路、烏溪沙路、耀沙路、彩沙街、耀沙路、烏溪沙路、沙安街、烏溪沙站公共交通交匯處、沙安街、西沙路、錦英路、馬鞍山路、大老山公路、沙瀝公路、沙田圍路、沙田鄉事會路、大埔公路—沙田段、城門隧道公路、城門隧道、和宜合交匯處、和宜合道、昌榮路及葵涌道。
葵芳（南）開經：貨櫃碼頭路、葵福路、葵仁路、葵芳站公共運輸交匯處、葵義路、葵富路、葵涌道、昌榮路迴旋處、昌榮路、和宜合道、和宜合交匯處、城門隧道、城門隧道公路、大埔公路－沙田段、沙田鄉事會路、沙田圍路、沙瀝公路、大老山公路、馬鞍山路、錦英路、西沙路、沙安街、烏溪沙站公共運輸交匯處、沙安街、烏溪沙路、耀沙路、彩沙街、耀沙路、烏溪沙路及西沙路。

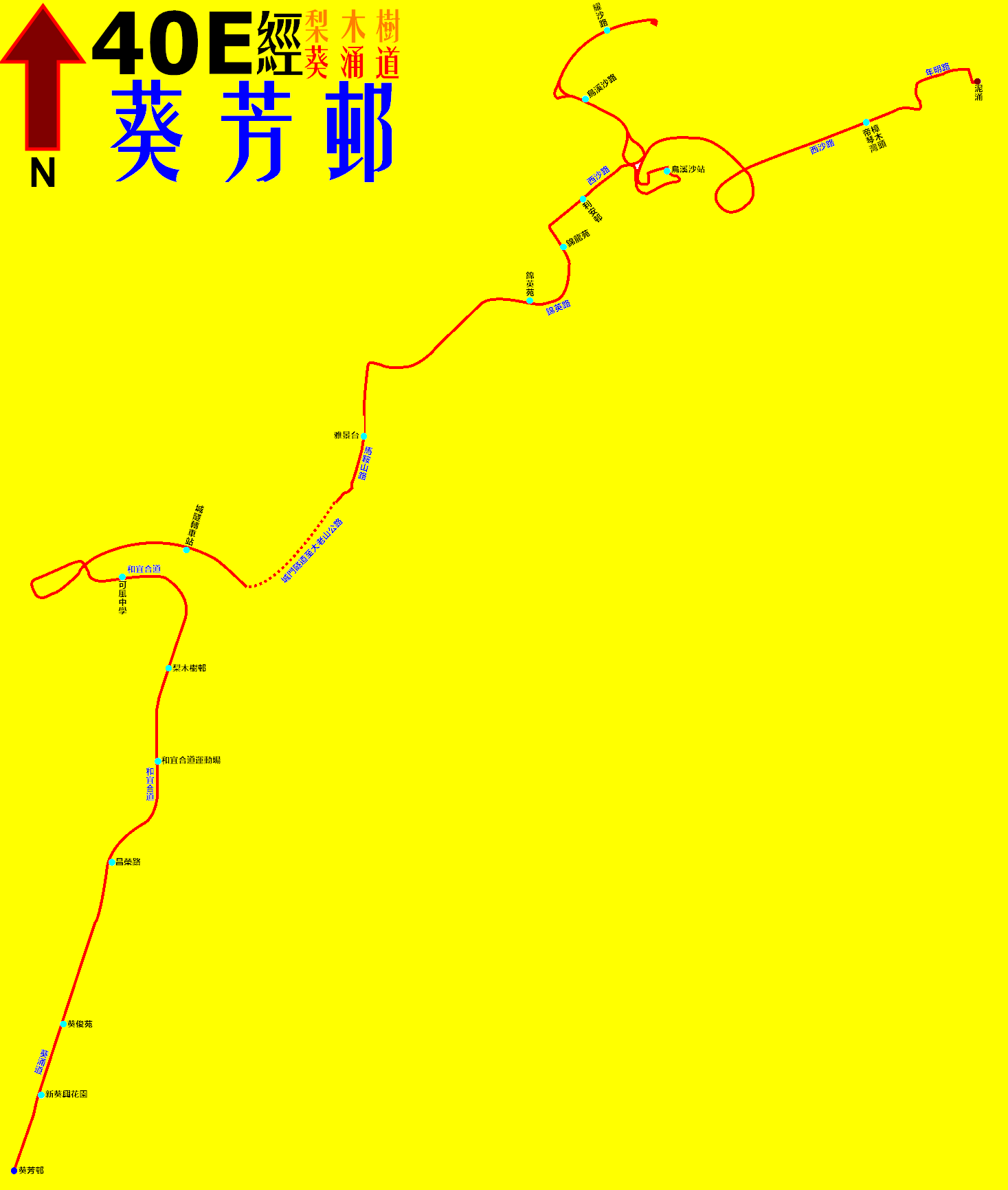
九巴40E線早上班次的走線圖

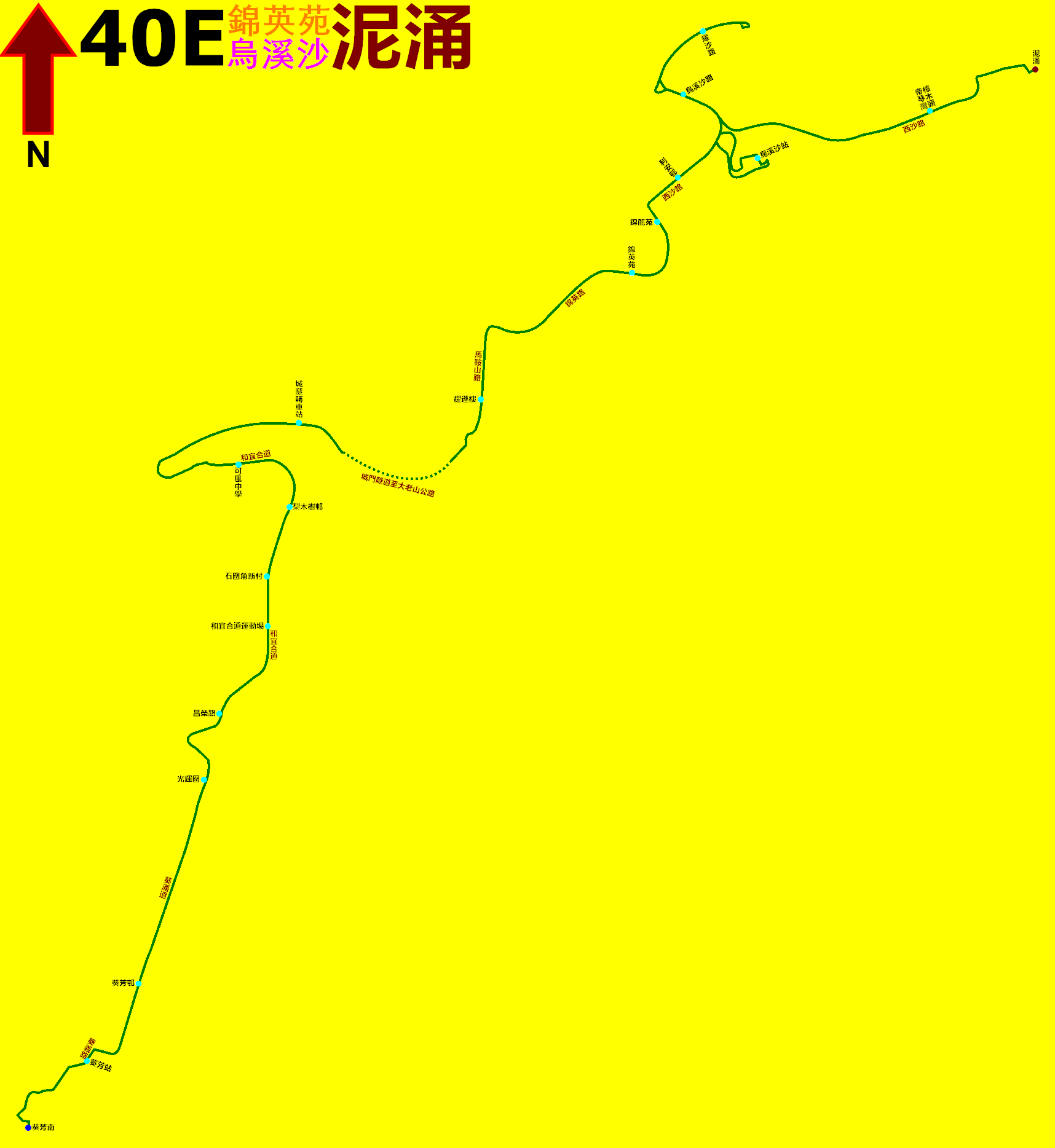
九巴40E線黃昏班次的走線圖

具體停站請參考資訊框。

## 外部連結
- 九巴40E線－九龍巴士
- 九巴40E線－i-busnet.com （页面存档备份，存于）
- 九巴40E線－681巴士總站 （页面存档备份，存于）